# 9x18mmウルトラ弾
9x18mmウルトラ弾は、ドイツで開発された拳銃用の実包である。別称に9x18mmポリス弾がある。

## 概要
ドイツ空軍での使用を目的として1936年に開発されたが、当時は採用されなかった。戦後、1972年から1973年頃にドイツ連邦共和国（西ドイツ）の警察向けとしてヴァルターが9x18mmウルトラ弾に対応するPPスーパーを発表した。
この弾薬は、ソビエト連邦で開発され比較的成功した弾薬である9x18mmマカロフ弾の影響を受けた可能性もあるが、一般には9x18mmウルトラ弾がマカロフ弾を設計する上での原型となったとされている。ウルトラ弾とマカロフ弾を比較すると薬莢の長さが似ているが、後者は幅が僅かに広く、弾頭も短い。弾丸の直径も異なるため、上記の二種類の弾薬は互換性がない。
この弾薬は多くの中間弾薬が拳銃弾とフルサイズの小銃弾の中間的な役割を果たしているように、.380ACP弾と9x19mmパラベラム弾の中間的な弾として解釈されることが多く、シンプルブローバック方式で作動する拳銃に適している 。
1975年以降には民間市場でも販売されるようになったが、 長く続く人気は得られなかった 。また、PPスーパーも1979年に製造中止となった。
対応する拳銃は、ドイツのPPスーパーやSIGザウアー P230 、マウザー HSc-80、イタリアのベネリ B76、オーストリアのシュタイヤー GB等がある。